# Mitsubishi Galant VR-4
La Mitsubishi Galant VR-4 était une version haute performance de la Mitsubishi Galant disponible dans la 6e (1988–92), 7e (1992–96) et 8e (1996–2002) génération du modèle.

## 6egénération(VR-41regénération) (1988-1992)
Conçue avant tout par Mitsubishi dans le but de s'aligner dans la catégorie Groupe A en championnat du monde des rallyes, elle reçoit le moteur 2 litres 4G63 auquel Mitsubishi a greffé un turbo-compresseur et est équipée d'une transmission à quatre roues motrices. Afin de répondre aux critères d'homologation de la FIA, imposant la production de 5 000 exemplaires, Mitsubishi l'a rendu disponible en Amérique du Nord, en Nouvelle-Zélande, en Australie, au Japon et d'autres territoires Pacifiques asiatiques, avec 3 000 atteignant les États-Unis en 1991 et 1992. La berline quatre-portes a produit jusqu'à 240 chevaux selon le marché, donnant à la voiture une vitesse maximum de plus de 205 km/h et lui permettant d'accélérer de 0 à 100 km/h en 7,3 secondes. La Galant VR-4 possède également 4 roues directrices : les roues arrière pouvant s'orienter dans la même phase que les roues avant au-dessus de 50 km/h, jusqu'à 1,5 degré.
Une version liftback a été également produite, sous le nom d'Eterna ZR-4. Cette dernière avait quelques différences cosmétiques mineures, mais était mécaniquement identique à la berline VR-4.

### Caractéristiques techniques

#### Moteur

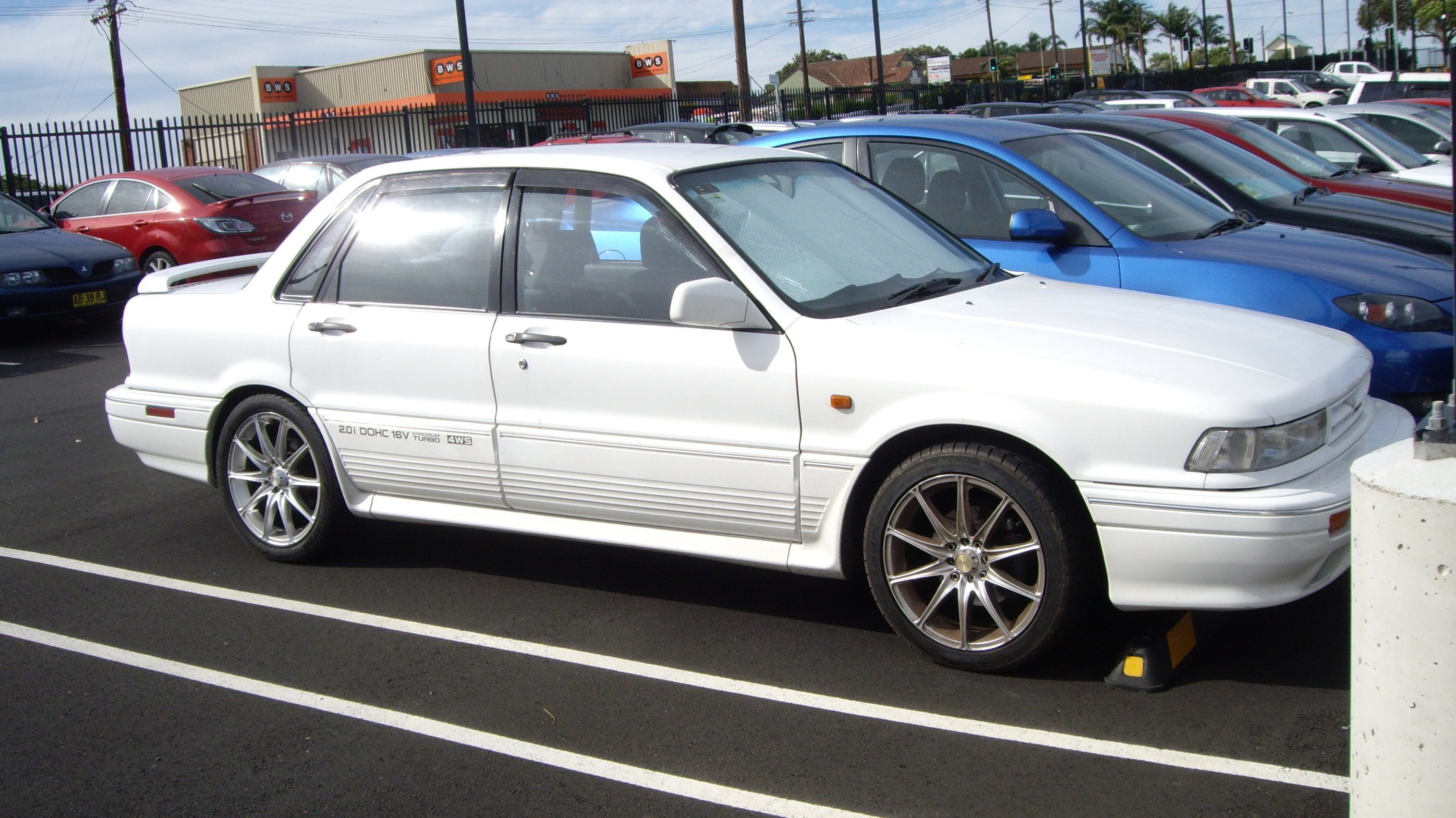
Carrosserie "dépouillée" d'une...

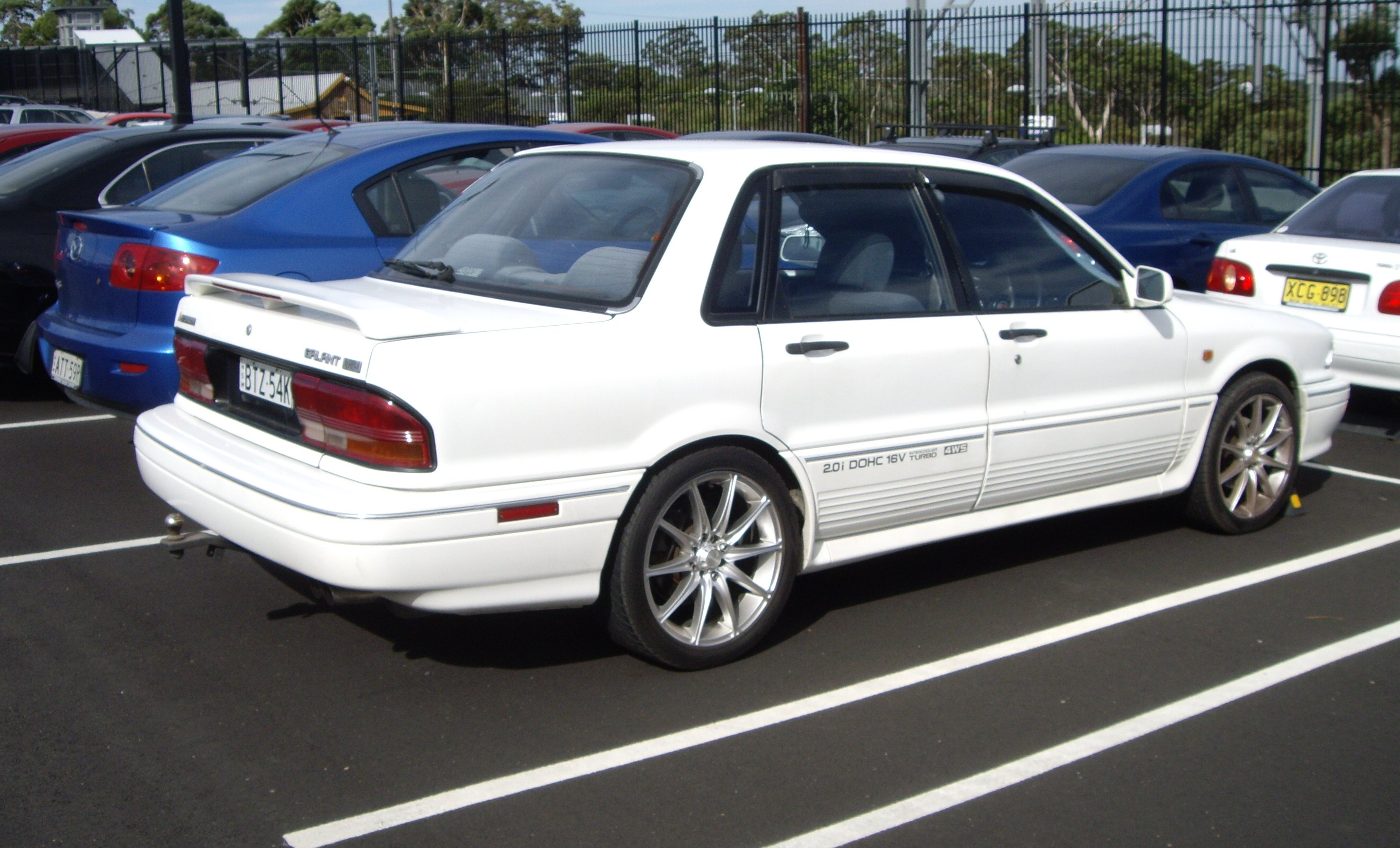
...Galant-VR4 (2.0i dohc 16v 4WD).

- Configuration - 4 cylindres en ligne DOHC 16v
- Code - 4G63T
- Alésage/course, la capacité – 85 × 88 mm, 1 997 cm3
- Rapport de compression - 7,8:1
- Injecteurs - ECI-MULTI, carburant sans plomb de la meilleure qualité
- Puissance maximale - 177 kilowatts (205-215 ch) à 6 000 tr/min
- Couple maximal – 304 N m à 3 500 tr/min
- Transmission - manuelle 4 vitesses/5 vitesses auto
- Suspension - MacPherson (avant), doubles fourchettes (arrière)

#### Dimensions
- Longueur - 4,56 m
- Largeur - 1,695 m
- Hauteur - 1,44 m
- Empattement - 2,60 m
- Poids - 1 380 kg
- Réservoir de carburant - 62 litres
- Roues/pneus - 195/60 R15 86H

En 1988, la marque nipponne et son bras armé sportif Ralliart homologuent donc en Groupe A la toute récente Sedan de 6e génération, sur les bases mécaniques de l'éphémère prototype Starion Turbo (3e du Rallye de Côte d'Ivoire 1988 aux mains de Patrick Tauziac, aidé de Claude Papin). Entre 1988 et 1992, Mitsubishi Ralliart Europe supervise la voiture pour les épreuves WRC du vieux continent, remportant sur celui-ci trois succès étalés en trois saisons. Grâce à sa puissance pour un fort empattement, la Galant VR-4 s'impose aussi concomitamment trois années de suite en Côte d'Ivoire (où le franco-ivoirien Tauziac obtient un total de trois podiums en mondial pour Mitsubishi). En 1993, elle cède le pas en compétitions à la Mitsubishi Lancer Evo.
| no | Épreuve                          | Année | Pilote                       | Copilote          |
| -- | -------------------------------- | ----- | ---------------------------- | ----------------- |
| 1  | 39e Rallye de Finlande           | 1989  | Mikael Ericsson              | Claes Billstam    |
| 2  | 38e Rallye de Grande-Bretagne    | 1989  | Pentti Airikkala             | Ronan McNamee     |
| 3  | 22e Rallye Côte d'Ivoire Bandama | 1990  | Patrick Tauziac (2e en 1991) | Claude Papin      |
| 4  | 40e Rallye de Suède              | 1991  | Kenneth Eriksson             | Staffan Parmander |
| 5  | 23e Rallye Côte d'Ivoire Bandama | 1991  | Kenjiro Shinozuka            | John Meadows      |
| 6  | 24e Rallye Côte d'Ivoire Bandama | 1992  | Kenjiro Shinozuka            | John Meadows      |

(autres podiums mondiaux (total 14): 2e en Finlande 1990, 2e en Grande-Bretagne 1990 et 1991, 2e en Australie 1991, 2e en Côte d'Ivoire 1991, 3e en Finlande 1990 et 1991, et 3e en Nouvelle-Zélande 1992; classements constructeurs 3e en 1991, précédé de 4e à deux reprises en 1989 et 1990; autres pilotes de renom Ari Vatanen en 1989 et 1990, Jimmy McRae à l'Acropole 1989, Timo Salonen en 1991 et 1992, son compatriote Lasse Lampi en 1992, et Ross Dunkerton durant les quatre années de développement du modèle en courses, entre 1989 et 1992 -pour les épreuves océaniennes-; à citer également deux Coupe des Dames au Monte-Carlo, en 1992 et 1993 avec Isolde Holderied)
- Champion d'Europe des rallyes: 1992 Erwin Weber (6 victoires sur les 8 manches auxquelles il participe; victoires en ERC: rallye de Bulgarie 1992, rallye de Pologne 1992, rallye de Tchéquie 1992, rallye d'Allemagne 1992, rallye Hunsrück 1992 et 1993, rallye Halkidiki 1992, rallye de Hesse 1993);
- Championnat d'Asie-Pacifique des rallyes: 1988 Kenjiro Shinozuka (1re édition), puis 1991 et 1992 avec Ross Dunkerton (victoires au rallye d'Australie 1990, au rallye d'Indonésie 1991 et 1992, au rallye de Malaisie 1991, et au rallye de Thaîlande 1992);
- Championnat du Moyen-Orient des rallyes: 1992 Hamed Al-Thani (victoire au rallye de Jordanie);
- Championnat des États-Unis des rallyes SCCA ProRally du Groupe PGT: 1992 Tim O'Neil (en) (victoires au rallye Ojibwe Forests, au rallye Goldrush PRO, au rallye Capital Forests, et au rallye Maine Forest).

## 7egénération1992-1996 (2egénération)
En 1992, le remplacement de la Galant VR-4 en rallye par la plus petite Lancer Evolution a signifié que Mitsubishi a pu concevoir la nouvelle VR-4 sans tenir compte des contraintes de la compétition. La transmission intégrale a été revue, mais le 4 cylindres 4G63T a été remplacé par un 2,0 L V6 turbo. Deux boites de vitesses sont proposées : une boite manuelle 5 vitesses ou une boite automatique 4 vitesses INVECS. Elle était capable d'accomplir le 0-100 km/h en environ 6,5 secondes, et pouvait atteindre environ 230 km/h.

### Caractéristiques techniques

#### Moteur
- Configuration - type 6 cylindres de DOHC 24v V
- Code - 6A12TT
- Alésage/course, la capacité – 78,4 × 69 mm, 1 998 cm3
- Rapport de compression - 8.5:1
- Remplissant de combustible - ECI-MULTI, carburant sans plomb de la meilleure qualité
- Puissance maximale - 177 kilowatts (240 ch) à 6 000 tr/min
- Couple maximal – 304 N m à 3 500 tr/min
- Transmission - manuelle 4 vitesses/5 vitesses auto
- Suspension - Multi-bras (avant et arrière)

#### Dimensions
- Longueur - 4,63 m
- Largeur - 1,73 m
- Hauteur - 1,41 m
- Empattement - 2,635 m
- Poids - 1 430 kg
- Réservoir de carburant - 64 litres
- Roues/pneus - 205/60 R15 91V

## 8egénération1996-2002 (3egénération)

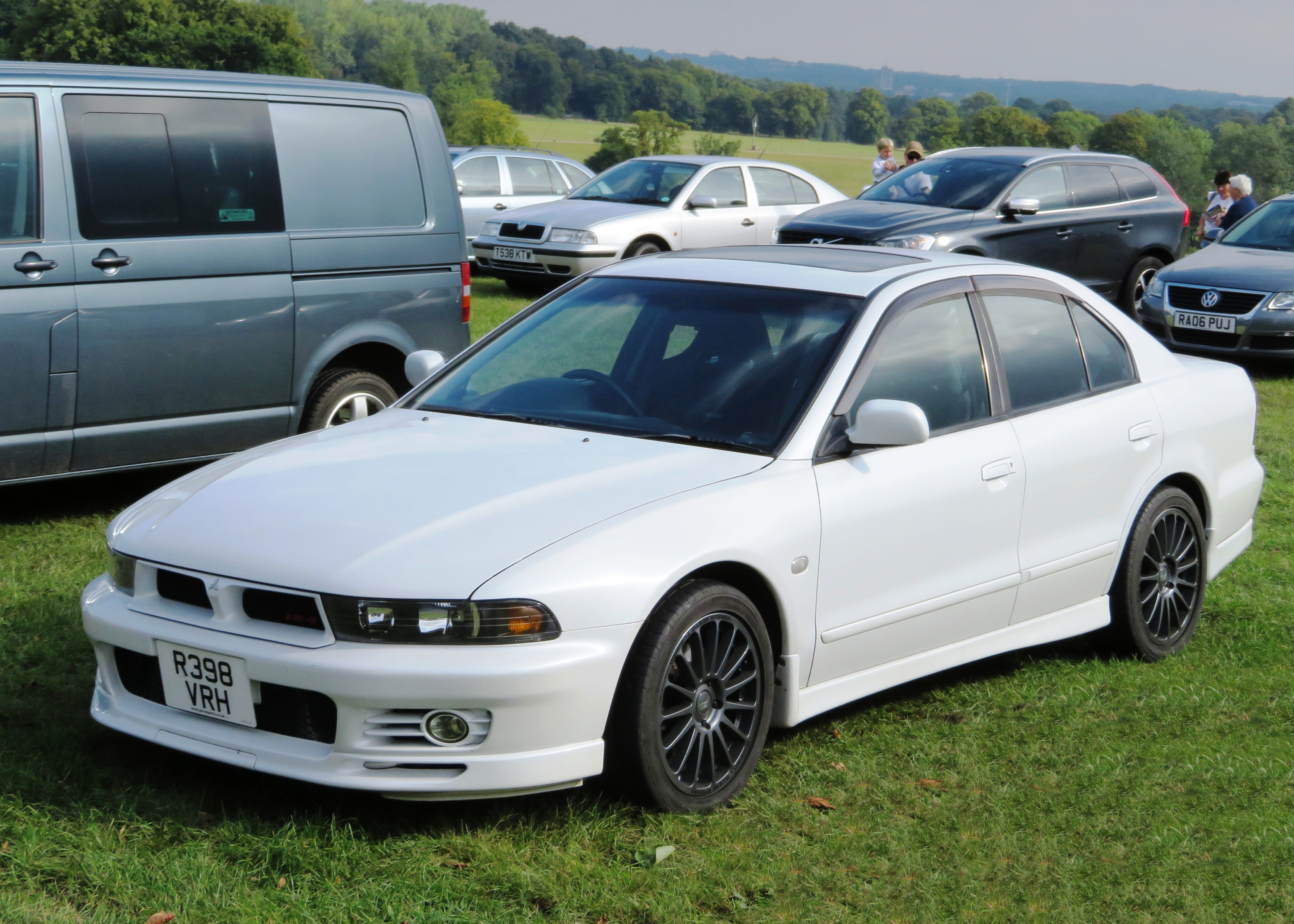
Mitsubishi Galant VR-4 (1998)

La dernière génération de VR-4 a été présentée en 1996. La cylindrée du moteur a été agrandie à 2,5 litres, ce qui a permis d'augmenter la puissance d'environ 15%, arrivant à la limite permise au Japon à cette époque de 280 chevaux. La vitesse maximale était de 255 km/h et pouvait accélérer de 0 à 100 km/h en 6 secondes.
Le modèle Type-V pouvait être commandé avec la boîte de vitesses manuelle 5 vitesses existante ou l'INVECS-II facultatif, qui était maintenant une boîte semi-automatique avancée technologiquement de 5 vitesses basée sur la transmission Tiptronic de Porsche, alors que les autres modèles offraient la Active Yaw Control (AYC). Ce différentiel arrière complexe a été vu pour la première fois sur la Lancer Evo IV. Ce système utilise une rangée de plusieurs sondes pour améliorer la tenue de route, donnant à la Galant VR-4 une grande agilité pour un véhicule de sa taille et son poids.
Avec la 8e génération du Galant, Mitsubishi a présenté une familiale (break) (connu sur beaucoup de marchés comme Legnum) pour remplacer la vieille berline avec hayon arrière de 5 portes.
Bien que non disponible officiellement hors du Japon, de nombreux fans du monde entier ont importé la Galant VR-4 dans leur pays, particulièrement au Royaume-Uni et en Nouvelle-Zélande.

### Caractéristiques techniques

#### Moteur
- Configuration - Type: 6 cylindres en V DOHC 24v
- Code - 6A13TT
- Alésage/Course, capacité – 81 × 80,8 mm, 2 498 cm3
- Rapport de compression - 8,5:1
- Remplissant de combustible - ECI-MULTI, carburant sans plomb de la meilleure qualité
- Puissance maximale - 206 kilowatts (280 ch) à 5 500 tr/min
- Couple maximal – 367 N m à 4 000 tr/min
- Transmission - 5 vitesses semi-auto /5 vitesses manuelle
- Suspension - Multi-bras (avant et arrière)

#### Dimensions
- Longueur - 4,68 m
- Largeur - 1,76 m
- Hauteur - 1,42 m
- Empattement - 2,635 m
- Poids - 1 520 kg
- Réservoir de carburant - 60 litres
- Roues/pneus - 225/50 R16 91V

## Futur
La production de la VR-4 a été stoppée en 2002 avec le reste de la huitième génération, et il n'y a eu aucune indication d'un remplacement direct. Au salon de l'auto de Chicago 2006, Mitsubishi Amérique a dévoilé le « Galant Ralliart », mais c'était un véhicule américain propulsé par la version de 260 chevaux du 6G75 à aspiration atmosphérique 3,8 L V6 de l'Eclipse GT. Le futur de la Galant VR-4 reste donc incertain.